# Edson Fachin
 (août 2023).
La mise en forme du texte ne suit pas les recommandations de Wikipédia : il faut le « wikifier ».
Les points d'amélioration suivants sont les cas les plus fréquents :
- Les titres sont pré-formatés par le logiciel. Ils ne sont ni en capitales, ni en gras.
- Le texte ne doit pas être écrit en capitales (les noms de famille non plus), ni en gras, ni en italique, ni en « petit »…
- Le gras n'est utilisé que pour surligner le titre de l'article dans l'introduction, une seule fois.
- L'italique est rarement utilisé : mots en langue étrangère, titres d'œuvres, noms de bateaux, etc.
- Les citations ne sont pas en italique mais en corps de texte normal. Elles sont entourées par des guillemets français : « et ».
- Les listes à puces sont à éviter, des paragraphes rédigés étant largement préférés. Les tableaux sont à réserver à la présentation de données structurées (résultats, etc.).
- Les appels de note de bas de page (petits chiffres en exposant, introduits par l'outil «  Source ») sont à placer entre la fin de phrase et le point final[comme ça].
- Les liens internes (vers d'autres articles de Wikipédia) sont à choisir avec parcimonie. Créez des liens vers des articles approfondissant le sujet. Les termes génériques sans rapport avec le sujet sont à éviter, ainsi que les répétitions de liens vers un même terme.
- Les liens externes sont à placer uniquement dans une section « Liens externes », à la fin de l'article. Ces liens sont à choisir avec parcimonie suivant les règles définies. Si un lien sert de source à l'article, son insertion dans le texte est à faire par les notes de bas de page.
- La présentation des références doit suivre les conventions bibliographiques. Il est recommandé d'utiliser les modèles {{Ouvrage}}, {{Chapitre}}, {{Article}}, {{Lien web}} et/ou {{Bibliographie}}. Le mode d'édition visuel peut mettre en forme automatiquement les références.
- Insérer une infobox (cadre d'informations à droite) n'est pas obligatoire pour parachever la mise en page.

Pour une aide détaillée, merci de consulter Aide:Wikification.
Si vous pensez que ces points ont été résolus, vous pouvez retirer ce bandeau et améliorer la mise en forme d'un autre article.
Luiz Edson Fachin est un juriste brésilien, actuellement ministre du Tribunal suprême fédéral et ancien président du Tribunal supérieur électoral (TSE).
Il fut professeur de droit civil de la Faculté de Droit de l'Université fédérale du Paraná (UFPR) avant de devenir avocat puis procureur de l'État du Paraná.

## Biographie
Luiz Edson Fachin, fils d'agriculteur et d'institutrice, naît dans l'actuel district de Rondinha, près de Passo Fundo, au nord-ouest de l'État de Rio Grande do Sul, au sein d'une famille démunie. À l'age de 2 ans, il déménage à Toledo, dans l'État de Paraná. À ses 17 ans, il part vivre à Curitiba pour ses études. Pour subvenir à ses besoins, il vend des fruits dans les rues ainsi que des tickets de bus aux abords des stations,.
Il se marie avec Rosana Amara Girardi Fachin, magistrat du Tribunal de Justice du Paraná, De ce mariage naissent deux filles, Camila et Melina, et trois petits-enfants (Bernardo, Flor et Bela).
Edson Fachin est un polyglotte, parlant à la perfection le français, l'espagnol, l'anglais et l'italien.

## Carrière

### Avocat
Fachin fonde en 1980 son cabinet d'avocat Fachin Advogados Associados. Il officie jusqu'en 2015, date à laquelle il a été nommé au poste de ministre de la Cour suprême. L'essentiel de son activité tourne autour du droit des sociétés, droit des successions, droit de l'environnement, droit des affaires et droit des biens.
En 1982, seulement 2 ans après l'obtention de son diplôme, il commence à exercer pour plusieurs organes de l'administration brésilienne. Il devient notamment avocat jusqu'en 1987 de l'Institut des terres, de la cartographie et des forêts de l'État du Paraná, entité agissant pour le développement durable et l'environnement pour le compte de l'État. À partir de 1985, il collabore avec  l'Institut national de la colonisation et de la réforme agraire (INCRA), organisme chargé des réformes agraires pour le Ministère brésilien du Développement agricole.
À partir de 1990, il devient Procureur général de l'État du Paraná, fonction qu'il occupe jusqu'en 2006.

### Parcours académique
C'est durant son parcours universitaire qu'Edson Fachin s'illustre à travers ses travaux et sa contribution. Licencié de droit à l'Université fédérale du Paraná (UFPR) en 1980, il obtient sa maîtrise ainsi que son doctorat à l'Université pontificale catholique de São Paulo (PUC/SP), en soutenant, en 1986 et 1991, respectivement, la thèse "Entreprise juridique et acte juridique au sens strict : différences et similitudes sous une typification exemplaire dans le droit civil brésilien" puis la thèse "Paternité présumée: du Code Civil brésilien à la jurisprudence du Tribunal suprême fédéral", tous deux sous la direction du professeur José Manoel de Arruda Alvim Netto. Il part ensuite au Canada effectuer un travail post-doctoral. Il est également invité comme professeur au King's College de Londres et chercheur invité de l'Institut Max Planck.

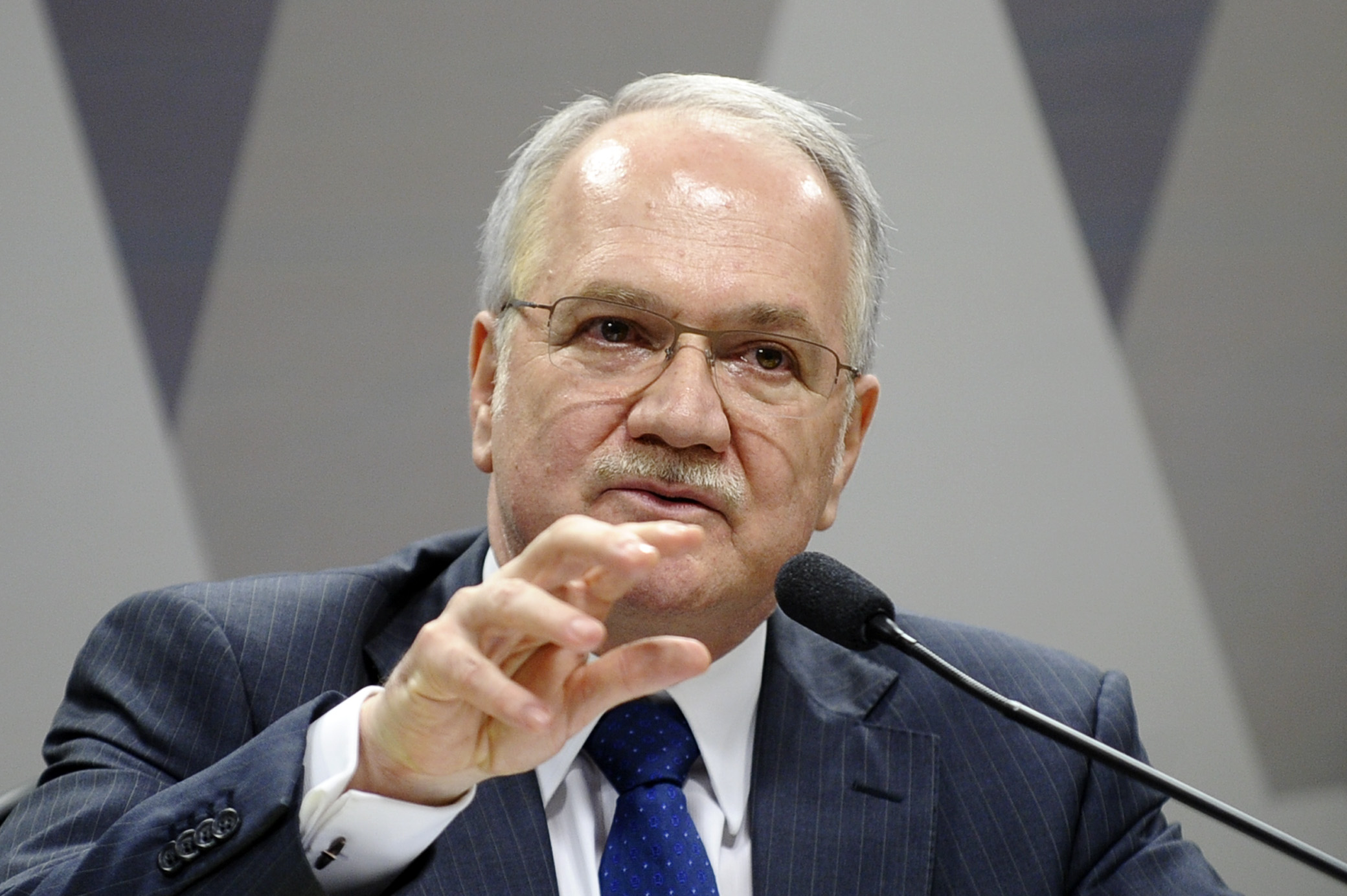
Luiz Edson Fachin en 2015

Ayant rejoint l'UFPR en tant que maître de conférences en 1991, il a été l'un des professeurs à l'origine de la création du doctorat en droit dans cette institution. En effet, il fonde en 1996 le Centre d'études de droit civil et constitutionnel "Copernican Turn", contribuant ainsi à la soi-disant repersonnalisation du droit civil brésilien. Après un concours, il devient professeur titulaire de droit civil en 1999 et reste en poste jusqu'en 2015, date à laquelle il démissionne à la suite de sa nomination comme ministre de la Cour Suprême.
Parmi ses différentes thèses théoriques, il postule notamment pour que les relations affectives deviennent un critère déterminant dans l'attribution de la paternité. Il présente une autre thèse sur le patrimoine,pour son concours de professeur de droit civil de l'UFPR en 1999.
Il est membre de l'Institut des Avocats brésiliens, de l'Académie brésilienne de droit constitutionnel et de l'Académie brésilienne de droit civil. M. Fachin est également chargé de travaux dirigés dans le cadre du cours de troisième cycle en droit civil constitutionnel au Centre universitaire de Brasília (UNICEUB),.
Il intègre la commission du Ministère de la Justice dans le cadre d'une réforme du pouvoir judiciaire et est invité à collaborer avec le Sénat fédéral dans l'élaboration du Code civil brésilien.

### Positions politiques
En 2003, Edson Fachin a signé un manifeste, aux côtés du député PT Luiz Eduardo Greenhalgh et le juriste Fábio Konder Comparato. Ceux-ci demandent le respect par le gouvernement de la règle constitutionnelle prévoyant l'expropriation des propriétés rurales non-conformes à leur fonction initiale.
Sur recommandation de la Central Única dos Trabalhadores (CUT), il a été membre de la Commission de la vérité du Paraná. En 2010, il a signé un manifeste, avec d'autres juristes, pour défendre le droit du président de l'époque, Lula Da Silva, à donner son avis sur les élections.
Le 29 octobre 2010, il a participé à une vidéo de campagne lisant un manifeste de juristes déclarant leur soutien à Dilma Rousseff, alors candidate du Parti des Travailleurs à la présidence.
En 2018, en tant que ministre du STF, Fachin a été décrit par le journaliste Reinaldo Azevedo comme un gauchiste devenu "héros d'extrême droite" en raison de ses décisions en matière de droit pénal, considérées par certains juristes comme punitives et visant à assouplir les garanties constitutionnelles,.

## Tribunal suprême fédéral

### Candidature

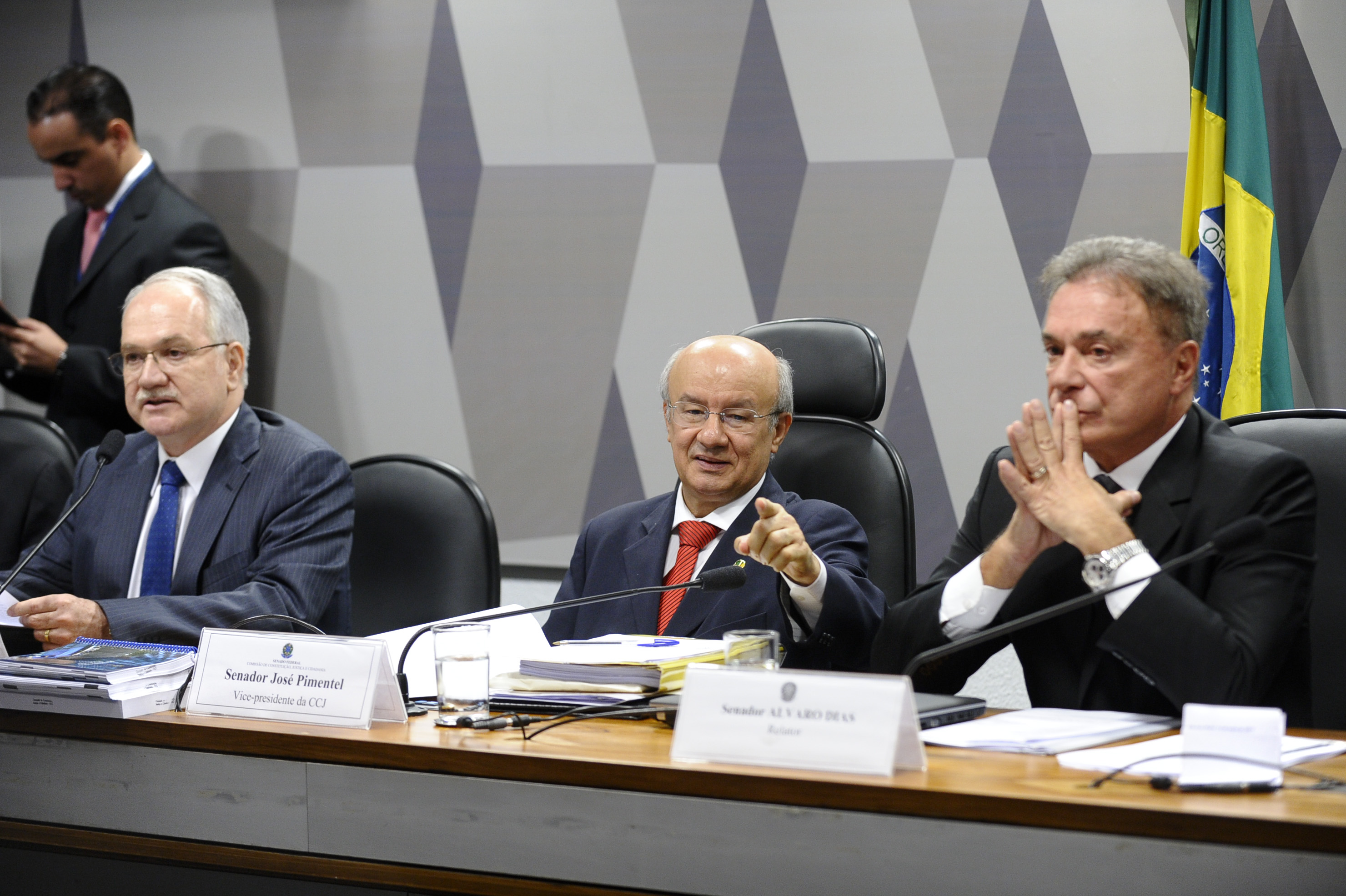
Réunion de la Commission de constitution, de justice et de citoyenneté sur la nomination de FachinauSTF, le 12 mai 2015.

Le 14 avril 2015, Fachin a été nommé par la présidente Dilma Rousseff au poste de ministre du Tribunal suprême fédéral (STF), vacant depuis plus de 8 mois, depuis le départ à la retraite de Joaquim Barbosa le 31 juillet 2014.
Il avait déjà été pressenti à 6 reprises, la première fois en 2003, et après avoir été écarté à plusieurs reprises par le président Luiz Inácio Lula da Silva, il a déclaré en 2010 qu'il s'agissait de sa dernière tentative pour siéger à la Cour.
Sa candidature reçoit le soutien de plusieurs ministres du Tribunal suprême, ainsi que de certains constitutionnalistes comme Clèmerson Merlin Clève et José Afonso da Silva, Lenio Streck e Paulo Bonavides, mais aussi certains hommes politiques de gauche comme Beto Richa (PSDB), gouverneur du Paraná, et Álvaro Dias (PSDB), sénateur et rapporteur au Sénat fédéral.
Au Sénat, cependant, la nomination s'est heurtée à une certaine résistance. Le président de cette chambre, Renan Calheiros, consulté officieusement par le président de la République sur la possibilité de nommer Fachin, avait déjà déclaré que la nomination serait bloquée en raison des positions politiques du juriste. D'autres raisons seraient la défense de Fachin en faveur de la réforme agraire et du mariage homosexuel, auxquels les sénateurs ruralistes et évangeliques sont farouchement opposés. En outre, le sénateur Ricardo Ferraço (PMDB) et l'opposition (DEM  et PSDB) ont accusé Fachin de ne pas avoir une réputation irréprochable, d'avoir exercé le droit après avoir pris ses fonctions de procureur de l'État de Paraná en 1990, ce qui est contraire à la Constitution de l'État de Paraná. Fachin s'est défendu en prouvant qu'il n'était pas interdit d'exercer la profession d'avocat à l'époque, ayant été autorisé par le bureau du procureur général et le barreau brésilien à combiner la fonction d'avocat avec la pratique privée, puisque la Constitution fédérale n'interdit pas le cumul de ces fonctions et que l'avis public pour son concours prévoyait qu'il lui était interdit d'exercer la profession d'avocat contre le trésor public lui-même.
Son audition devant la Commission de la Constitution, de la Justice et de la Citoyenneté (CCJ) du Sénat, considérée comme la plus difficile depuis des décennies, a duré environ 12 heures, soit la plus longue audition d'un candidat à la Cour suprême. En fin de compte, le nom de Fachin a été approuvé par la CCJ avec 20 voix pour et 7 contre, et la nomination a ensuite été votée par la plénière, où, la semaine suivante, Fachin a été approuvé avec 52 voix pour et 27 contre. La nomination a été publiée au Journal officiel brésilien (DOU), édition du 25 mai 2015, et Fachin a pris ses fonctions le 16 juin.

### Rapporteur de l'opération Lava Jato

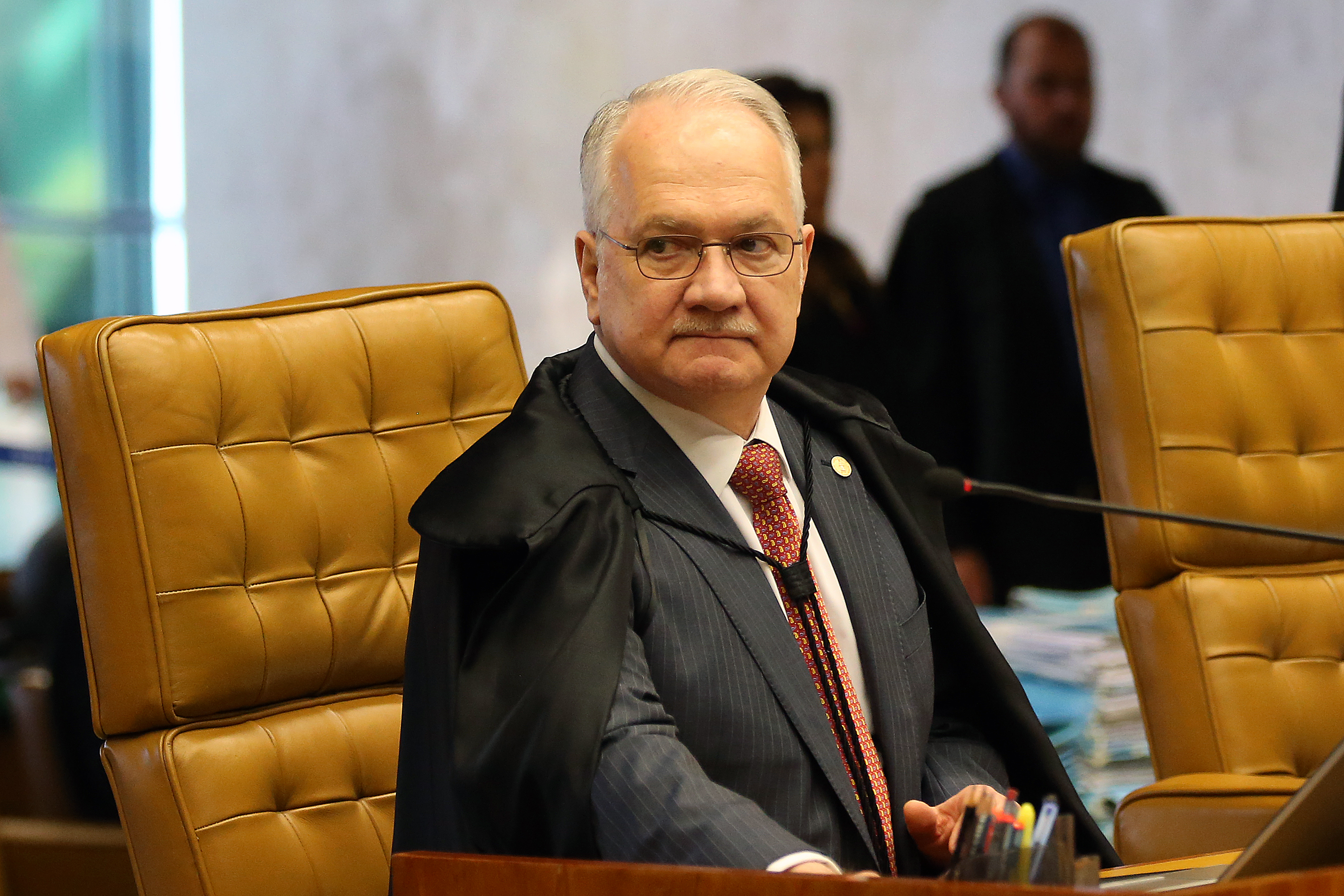
O ministro Edson Fachin durante sessão plenária do Supremo Tribunal Federal em 2018.

Le 2 février 2017, il a été nommé rapporteur de l'opération Lava Jato au Tribunal suprême fédérale, en remplacement du juge Teori Zavascki, décédé dans un accident d'avion à Paraty, sur la côte sud de l'État de Rio de Janeiro.
M. Fachin est le seul membre du premier groupe qui a officiellement demandé à être transféré au deuxième groupe (où sont traitées les actions en justice) la veille du jour où il a été choisi comme rapporteur de Lava Jato. Selon le STF, le logiciel qui a effectué la distribution est programmé pour tirer les dossiers "de manière aléatoire et équilibrée", en tenant compte uniquement du nombre de dossiers tirés au sort pour les ministres lors des dernières distributions et sans tenir compte du stock de chaque cabinet, afin de "rendre la distribution aussi équitable que possible".
Le 7 février 2017, lors de ses débuts dans l'opération Lava Jato, le juge Edson Fachin a rejeté la demande de liberté de l'ancien trésorier du Parti progressiste, João Cláudio Genu, arrêté dans le cadre de cette opération. En avril 2017, il a approuvé le plaidoyer en faveur du publicitaire João Santana et de son épouse, Mônica Moura. Le même mois, à la demande du bureau du procureur général, les accords de plaidoyer d'Odebrecht cessent d'être confidentiels.
En octobre 2019, il a voté la condamnation de Geddel Vieira Lima. Fachin a estimé qu'il existait des preuves que Geddel et Lúcio avaient utilisé l'appartement pour dissimuler l'origine de l'argent.
En février 2020, il a ratifié le plaidoyer de Sérgio Cabral.

## Tribunal Supérieur Electoral
Le 16 août 2018, il a prêté serment en tant que ministre permanent du Tribunal supérieur électoral (TSE), un poste qu'il occupera pendant deux ans, en remplacement de Luiz Fux. Depuis le 7 juin 2016, M. Fachin était ministre suppléant du TSE.
Le 22 février 2022, il est assermenté en tant que président du TSE, terminant son mandat le 16 août 2022, lorsqu'il est remplacé par le ministre Alexandre de Moraes.